# Шилоподъязычная мышца
Шилоподъязычная мышца (лат. Musculus stylohyoideus) имеет тонкое уплощённое брюшко, которое начинается от шиловидного отростка височной кости, идёт вперёд и вниз и располагается вдоль передней поверхности заднего брюшка двубрюшной мышцы. Дистальный конец мышцы расщепляется и, охватывая двумя ножками сухожилие двубрюшной мышцы, прикрепляется к телу и большому рогу подъязычной кости.

## Функция
Как и другие мышцы расположенные выше подъязычной кости, шилоподъязычная мышца входит в состав сложного аппарата, включающего нижнюю челюсть, подъязычную кость, гортань, трахею и играющего большую роль в акте членораздельной речи.